# Live at Hammersmith Odeon (케이트 부시의 음반)
《Live at Hammersmith Odeon》은 1981년 발매된 잉글랜드의 음악가 케이트 부시의 비디오 음반이다. 1979년 5월 13일 런던 해머스미스 오데온에서의 공연의 실황을 담았다. 총 12곡이 담긴 음반에는 주로 《The Kick Inside》와 《Lionheart》의 수록곡 및 공연 당시에는 발매되지 않았던 1980년 음반 《Never for Ever》의 〈Violin〉 공연이 포함되어 있다. 1994년 라이브 음반으로 발매됐다.

## 평가
트라우저 프레스의 편집자였던 이라 로빈스는 영상 속의 부시를 "영국 댄스홀 버전의 택시의 심카"라고 표현하면서 부시의 음악 경력을 훑는다면 이 음반에서 시작하는 것이 도움이 될 것이라고 언급했다. 로빈스는 또한 편집을 맡은 롤링 스톤의 《The Rolling Stone Review 1985》에서 "만약 당신이 그녀의 음반을 좋아한다면, 이 테이프는 당신을 위한 것이고, 그렇지 않다면, 많은 팬들을 얻을 것 같지는 않다"라고 평했다. 뉴 뮤지컬 익스프레스의 폴 두 노이어는 콘서트 자체는 시각적으로 화려했지만, 다소 평범한 제목이 "형식부터 패키징에 이르기까지 뮤직 비디오에 대한 전반적인 능력의 부족을 반영"한다라고 보았으며, 구매 또한 완전한 팬에게만 권장한다고 덧붙였다.
옵저버의 클라이브 제임스는 부시가 다루는 심각한 주제의 가사가 "깊고 진정한 쇼비즈 본능"을 통해 메시지를 전달하는 것이 최선이라며, 카르멩 미란다와 비슷하다고 평했다. 시드니 모닝 헤럴드의 데이비드 프리스는 송라이터, 피아니스트, 안무가이자 음악 프로듀서로서의 부시가 비디오 안에서 충분히 입증됐다고 호평했다. 디 에이지의 마이클 스미스는 "히트곡 대부분을 화려하고 장엄한 형태로 선보인다"라며, 여러 화려한 효과와 시각적 요소로 가득 찬 비디오에 비해 제목이 너무 단순하다고 평가했다. 빌보드의 캐서린 애플펠드는 "쉽게 잊혀지지 않는 감각적인 분위기"라고 공연을 묘사했다. 뮤직 커넥션의 마이클 아미콘은 "신비롭고 예술에 도전적인 이 예술가의 초기를 흥미롭게 엿볼 수 있었다"라고 언급했다.

## 트랙 리스트
| #   | 제목                                       | 재생 시간 |
| --- | ------------------------------------------ | --------- |
| 1.  | 〈Moving〉                                 | 3:32      |
| 2.  | 〈Them Heavy People〉                      | 4:02      |
| 3.  | 〈Violin〉                                 | 3:33      |
| 4.  | 〈Strange Phenomena〉                      | 3:26      |
| 5.  | 〈Hammer Horror〉                          | 4:26      |
| 6.  | 〈Don't Push Your Foot on the Heartbrake〉 | 4:00      |
| 7.  | 〈Wow〉                                    | 4:00      |
| 8.  | 〈Feel It〉                                | 3:14      |
| 9.  | 〈Kite〉                                   | 6:12      |
| 10. | 〈James and the Cold Gun〉                 | 8:44      |
| 11. | 〈Oh England My Lionheart〉                | 3:23      |
| 12. | 〈Wuthering Heights〉                      | 4:50      |

## 참여진
음악가
- 케이트 부시 – 보컬, 피아노
- 브라이언 배스 – 전기 기타, 만돌린, 보컬 하모니
- 앨런 머피 – 전기 기타, 휘슬
- 패디 부시 – 만돌린, 보컬 하모니, 추가 악기
- 벤 바슨 – 신시사이저, 어쿠스틱 기타
- 케빈 맥얼리 – 피아노, 키보드, 색소폰, 12현 기타
- 델 파머 – 베이스
- 프레스턴 헤이먼 – 드럼, 타악기
- 글레니스 그로브스 – 백 보컬
- 리즈 피어슨 – 백 보컬

프로덕션
- 케이트 부시 – 프로듀서
- 고든 패터슨 – 사운드 엔지니어
- 마틴 피셔 – 스테이지 사운드 엔지니어

촬영
- 케이트 부시 – 프로듀서, 안무
- 케민 맥밀런 – 감독
- 리처드 델로, 배리 도드, 짐 맥커천, 마이크 모건, 론 터프넬 – 촬영감독
- 존 헨셜 – 조명
- 조 프렌치 – 유닛 프로덕션 매니저
- 사라 킹 – 보조 프로듀서
- 샌디 필드 – 타이틀 디자인